# جاك غودمان
جاك غودمان (بالإنجليزية: Jack Goodman)‏ هو سياسي أمريكي، ولد في 9 سبتمبر 1973 في أورورا في الولايات المتحدة. حزبياً، نشط في الحزب الجمهوري. وقد انتخب عضو مجلس ولاية ميزوري وانتخب عضو مجلس نواب ولاية ميسوري.